# Chiozza (Toskana)
Chiozza ist ein Ortsteil von Castiglione di Garfagnana in der Provinz Lucca, Region Toskana in Italien.

## Geografie
Der Ort liegt ca. 2 km östlich des Hauptortes Castiglione di Garfagnana, ca. 35 km nördlich der Provinzhauptstadt Lucca und ca. 80 km nordwestlich der Regionshauptstadt Florenz im oberen Tal des Serchio in der Landschaft der Garfagnana. Der Ort liegt bei 925 m und hatte 2001 ca. 150 Einwohner. 2017 waren es 92.

## Geschichte
Der Ort entstand entlang der antiken Gebirgsstraße, die Castiglione di Garfagnana mit Modena verbindet. Im 13. Jahrhundert wurde der Ort unter dem Namen Chiosa in das Gebiet von Lucca eingegliedert und 1308 unter diesem Namen in den Statuten von Lucca erwähnt. Seit 1272 gehörte der Ort zum Vikariat Vicaria di Castiglione. Im 14. Jahrhundert ist die Burg Castrum Chioggie erwähnt, die aber bald ihre Wichtigkeit verlor und heute nicht mehr vorhanden ist.

## Sehenswürdigkeiten

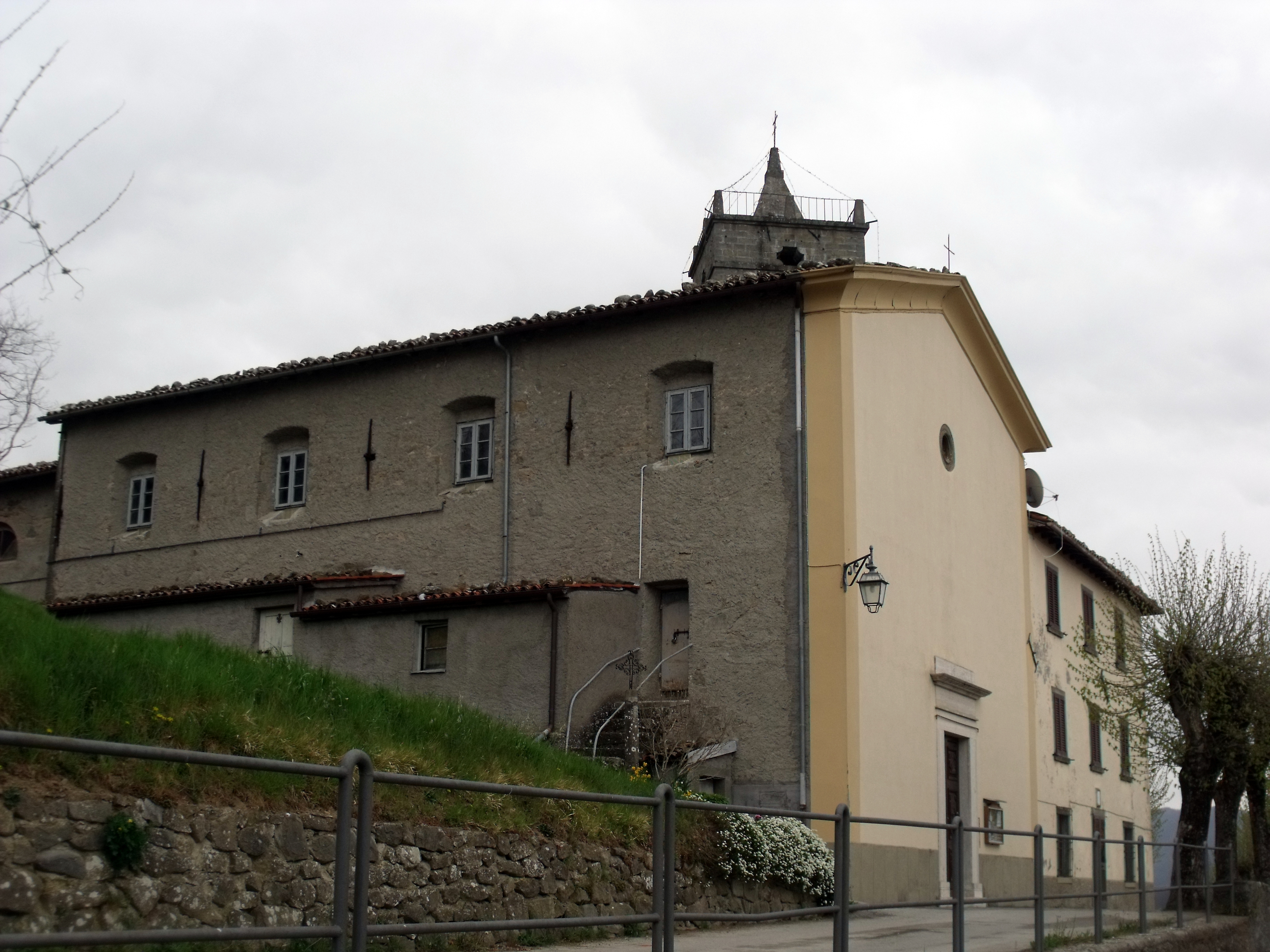
Die Kirche San Bartolomeo

- Chiesa di San Bartolomeo, Kirche im Ortskern, die wahrscheinlich um das Jahr 1000 entstand. Sie wurde 1168 in einem Dokument von Papst Alexander III. als zu der Pieve San Giovanni Battista in Pieve Fosciana zugehörig erwähnt[4] und gehört heute zum Erzbistum Lucca. Sie unterstand ab 1391[1] der Kirche San Pietro in Castiglione di Garfagnana. 1790 erhielt San Bartolomeo von Filippo Sardi, dem Erzbischof von Lucca, das Recht, Taufen und Bestattungen durchzuführen. Die Kirche wurde von 1828 bis 1846 mit finanzieller Unterstützung von Franz IV. vergrößert[4] und erhielt 1929 den Status einer Pfarrkirche (parrocchia).[5]